# Patrick Gallagher
Patrick Gallagher (21 de febrero de 1968) es un actor canadiense.

## Biografía
Patrick Gallagher es conocido por sus papeles en televisión como
el detective Joe Finn en Da Vinci's Inquest,
Leon en The Line,
Chow en True Blood (Sangre fresca),
el entrenador Ken Tanaka en Glee,
y sus papeles en el cine como
Awkward Davies en Capitán de mar y guerra: la costa más lejana del mundo,
el barman Gary en Entre copas y
Atila el Huno en Una noche en el museo.
Es de ascendencia china e irlandesa.

## Filmografía[2]
- RoboCop, guardia de seguridad (1 episodio, 1994)
  - alias RoboCop: The Series
  - The Future of Law Enforcement: Part 1 (1994) episodio de TV, guardia de seguridad
- Kung Fu: The Legend Continues, guardaespaldas (1 episodio, 1994)
  - Tournament (1994) episodio de TV, guardaespaldas
- Forever Knight, Possessed Man (1 episodio, 1995)
  - alias Nick Knight - Der Vampircop (Alemania)
  - Sons of Belial (1995) episodio de TV, Possessed Man
- Moving Target (1996), Jonish Kukoc
- Pale Saints (1997), guardaespaldas
- Bad to the Bone (1997) (TV), camionero
- Earth: Final Conflict, carcelero (1 episodio, 1997)
  - alias EFC (abreviatura promocional en EE. UU.)
  - alias Gene Roddenberry's Earth: Final Conflict (título completo en EE. UU.)
  - alias Invasion planète Terre (Canadá: título francés)
  - alias Mission Erde: Sie sind unter uns (Alemania)
  - Avatar (1997) episodio de TV, carcelero
- F/X: The Series, Macho (1 episodio, 1997)
  - Spanish Harlem (1997) episodio de TV, Macho
- Nothing Sacred (1998) (TV)
- My Date with the President's Daughter (1998) (TV), agente del Servicio Secreto
- La Femme Nikita, vendedor de drogas (1 episodio, 1998)
  - alias Nikita (Canadá: English title)
  - Fuzzy Logic (1998) episodio de TV, vendedor de drogas
- Due South, Earl (1 episodio, 1998)
  - alias Un tandem de choc (Canadá: título en francés)
  - Dead Men Don't Throw Rice (1998) episodio de TV, Earl
- My Father's Shadow: The Sam Sheppard Story (1998) (TV), Lou Romano
  - alias Death in the Shadows (EE. UU.: título alternativo)
- Revelation (1999), Jake Goss
  - alias Apocalypse II: Revelation (EE. UU.: título alternativo)
- Must Be Santa (1999) (TV), guardia de seguridad
- Tribulation (2000), Jake Goss
- Mom's Got a Date with a Vampire (2000) (TV), Bone
- Judgment (2001), Jake Goss
  - alias Apocalypse IV: Judgment (EE. UU.: series title)
  - alias O.N.E: One Nation Earth (UK: DVD title)
- Full Disclosure (2001) (V), Larry Quinn
- Mysterious Ways, Decker (1 episodio, 2001)
  - Condemned (2001) episodio de TV, Decker
- Dark Angel, Hispanic Cop (1 episodio, 2001)
  - alias James Cameron's Dark Angel (EE. UU.: complete title)
  - Two (2001) episodio de TV, Hispanic Cop
- The House Next Door (2002), Ed the Mover
- Damaged Care (2002) (TV), guardia de seguridad
- Stargate SG-1, Jaffa Commander (1 episodio, 2002)
  - alias La porte des étoiles (Canadá: título en francés)
  - Abyss (2002) episodio de TV, Jaffa Commander
- Widows, Jilly's Waiter (1 episodio, 2002)
  - Hour One (2002) episodio de TV, Jilly's Waiter
- Taken (2002) TV series, Gus (unknown episodios)
  - alias Steven Spielberg Presents Taken (EE. UU.: complete title)
- Luck (2003), Thug
- Smallville, Barman (1 episodio, 2003)
  - alias Smallville Beginnings (EE. UU.: rerun title)
  - alias Smallville: Superman the Early Years (UK: promotional title)
  - Perry (2003) episodio de TV, Barman
- Master and Commander: The Far Side of the World (2003), Awkward Davies, Able Seaman
- Jeremiah, Tony (1 episodio, 2003)
  - The Past Is Prologue (2003) episodio de TV, Tony
- Walking Tall (2004), Keith
- Meltdown (2004) (TV), Manolo
  - alias Angst über Amerika (Alemania)
- The Life (2004) (TV), sargento
- Sideways (2004), Gary el barman
- Battlestar Galactica, Grimes (1 episodio, 2005)
  - alias BSG (EE. UU.: abreviatura promocional abbreviation)
  - Colonial Day (2005) episodio de TV, Grimes
- Da Vinci's Inquest, detective Joe Finn / (13 episodios, 2001-2005)
  - alias Coroner Da Vinci (Canadá: título en francés)
  - Before They Twist the Knife (2005) episodio de TV, detective Joe Finn
  - Must Be a Night for Fires (2005) episodio de TV, detective Joe Finn
  - A Delicate Bloodbath (2005) episodio de TV, detective Joe Finn
  - Better Go Herd Your Ducks (2004) episodio de TV, detective Joe Finn
  - The Ol' Coco Bop (2004) episodio de TV, detective Joe Finn
- Severed (2005), Anderson
  - alias Severed: Forest of the Dead (EE. UU.: DVD title)
- Reunion, detective Reed (1 episodio, 2005)
  - 1990 (2005) episodio de TV, detective Reed
- Intelligence (2005) (TV), Alex Federov
- Stargate: Atlantis, Vonos (1 episodio, 2006)
  - alias La porte d'Atlantis (Canadá: título en francés)
  - alias Stargate: Atlantis (EE. UU.: Spanish title)
  - Inferno (2006) episodio de TV, Vonos
- Final Destination 3 (2006), Colquitt
  - alias Destination ultime 3 (Canadá: título en francés)
  - alias Final Destination 3 (Alemania)
- Da Vinci's City Hall, detective Joe Finn (13 episodios, 2005-2006)
  - alias Le maire Da Vinci (Canadá: título en francés)
  - The Dogs in Sympathy with the Cats (2006) episodio de TV, detective Joe Finn
  - Bumped from the Ball (2006) episodio de TV, detective Joe Finn
  - A Few Good Bites Before They Slap Me Down (2006) episodio de TV, detective Joe Finn
  - When the Horsemen Come Looking (2006) episodio de TV, detective Joe Finn
  - Gotta Press the Flesh (2006) episodio de TV, detective Joe Finn (8 more)
- Godiva's, Howard (3 episodios, 2006)
  - Exit Strategies (2006) episodio de TV, Howard
  - The Fifth Taste (2006) episodio de TV, Howard
  - Little Engines (2006) episodio de TV, Howard
- The Taste of Tea (2006), Mr. Wu
- Saved, Doheny (1 episodio, 2006)
  - Code Zero (2006) episodio de TV, Doheny
- Company of Heroes (2006) (VG) (voice)
- Night at the Museum (2006), Atila el Huno
- Masters of Horror, Barman (1 episodio, 2007)
  - The Black Cat (2007) episodio de TV, Barman
- Intelligence, Pete / (3 episodios, 2007)
  - A Dark Alliance (2007) episodio de TV, Pete
  - We Were Here Now We Disappear (2007) episodio de TV, Pete James
  - The Heat Is On (2007) episodio de TV, Pete
- The Line, Leon (7 episodios, 2008)
  - Episodio #1.3 (2008) episodio de TV, Leon
  - Episodio #1.4 (2008) episodio de TV, Leon
  - Episodio #1.5 (2008) episodio de TV, Leon
  - Episodio #1.1 (????) episodio de TV, Leon
  - Episodio #1.2 (????) episodio de TV, Leon
- Street Kings (2008), LAPD Captain
- The Ex-Convict's Guide to Surviving House Arrest (2008), Chuck Bouvell
- The Quality of Life (2008) (TV), detective Joe Finn
  - alias Quality of Life, The: A Dominic Da Vinci Movie (Canadá: English title: complete title)
- Barefoot (2008), Vintner
- The Valet (2008), The Landscape Guy
- Ratko: The Dictator's Son (2009) (as Patrick Schanes-Gallagher), Patrick
  - alias National Lampoon's Ratko: The Dictator's Son (EE. UU.: complete title)
- Without a Trace, Tommy Nealon (1 episodio, 2009)
  - alias W.A.T (EE. UU.: short title)
  - Believe Me (2009) episodio de TV, Tommy Nealon
- Night at the Museum: Battle of the Smithsonian (2009), Atila el Huno
- Night at the Museum: Secret of the Tomb (2014), Atila el Huno
- True Blood, Chow (4 episodios, 2008-2009)
  - Scratches (2009) episodio de TV, Chow
  - Keep This Party Going (2009) episodio de TV, Chow
  - I Don't Wanna Know (2008) episodio de TV, Chow
  - Plaisir d'amour (2008) episodio de TV, Chow
- The Bartender Hates You, Patrick (1 episodio, 2009)
  - The Man Glass (2009) episodio de TV, Patrick
- Glee, Ken Tanaka (9 episodios, 2009-2010)

- - Bad Reputation (2010) episodios de TV, Ken Tanaka
  - Hell-O (2010) episodio de TV, Ken Tanaka
  - Sectionals (2009) episodio de TV, Ken Tanaka
  - Mattress (2009) episodio de TV, Ken Tanaka
  - Mash-Up (2009) episodio de TV, Ken Tanaka
  - Vitamin D (2009) episodio de TV, Ken Tanaka
- Difficult to Stay Alive and Die (2009) (completed), Rico Seagull
- The Fallen Faithful (2009) (completed), Bellopede
- Dancing Ninja (2010), Sabu
- Ghost Of Tsushima (2020), Juego de Playstation 4 Exclusive, Khotun Khan.
- The Tiger's Apprentice (2024)[3]